# مجله انجمن الهیات انجیلی
مجله انجمن الهیات انجیلی (انگلیسی: Journal of the Evangelical Theological Society) یک مجله الهیات داوری است که توسط انجمن الهیات انجیلی منتشر می‌شود. این مجله اولین بار در سال ۱۹۵۸ به عنوان بولتن انجمن الهیات انجیلی منتشر شد و نام فعلی در سال ۱۹۶۹ داده شد. یک مجله اصلی الهیات محافظه‌کار آمریکایی است.